# 領家高子
領家 髙子（りょうけ たかこ、1956年3月15日 - ）は、日本の小説家。本名、前田貴子。

## 経歴・人物
東京都墨田区向島生まれ。東京都立両国高等学校卒業。東京外国語大学ドイツ語学科中退。アメリカ・ロサンゼルスで生活の後、帰国。1995年、『夜光盃』で小説家デビュー。同作は久世光彦らから賞賛される。舞踊劇の創作などにも携わる。2001年、『九郎判官』が泉鏡花文学賞候補となる。歴史・時代小説を主として書く。歌舞伎・遊廓・樋口一葉など近世情緒に関心が深い。

## 著書
- 夜光盃（講談社 1995）
- 八年後のたけくらべ（講談社 1996 のち文庫）
- ひたくれない（講談社 1996）
- 向島（講談社 2001 / 日経文芸文庫 2015）
- 九郎判官（講談社 2001）
- 墨堤（講談社 2002）
- サン・メルシ つれなき美女（講談社 2003）
- 言問（講談社 2003）
- 一葉舟（日本放送出版協会 2004）
- 夏のピューマ（講談社 2005）
- 美容院ベビーフェイス物語（駒草出版 2007）
- なんじゃもんじゃの木 現代花街小説集（駒草出版 2008）
- 鶴屋南北の恋（光文社 2009　のち文庫）
- 桜姫雪文章（角川学芸出版 2009）
- 怪談お露牡丹（角川書店、2010）
- なつ 樋口一葉　奇跡の日々（平凡社、2013）